# Circondario di Lindau
Il circondario di Lindau (in tedesco Landkreis Lindau (Bodensee)) è uno dei circondari dello stato tedesco della Baviera.
Fa parte del distretto governativo della Svevia.

## Città e comuni
(Abitanti il 31 dicembre 2023)
| Comuni del circondario | Città 1. Lindau, grande città circondariale (26 155) 2. Lindenberg im Allgäu (11 741) | Comuni 1. Bodolz (3 020) 2. Gestratz (1 290) 3. Grünenbach (1 578) 4. Heimenkirch (3 497) 5. Hergatz (2 475) 6. Hergensweiler (1 912) 7. Maierhöfen (1 524) 8. Nonnenhorn (1 829) 9. Oberreute (1 702) 10. Opfenbach (2 433) 11. Röthenbach (Allgäu) (2 021) 12. Scheidegg (4 424) 13. Sigmarszell (2 968) 14. Stiefenhofen (1 912) 15. Wasserburg (Lindau) (3 905) 16. Weiler-Simmerberg (6 524) 17. Weißensberg (2 761) |